# Министерство по делам вынужденно перемещённых лиц из оккупированных территорий, труда, здравоохранения и социальной защиты Грузии
Министерство по делам вынужденно перемещённых лиц из оккупированных территорий, труда, здравоохранения и социальной защиты отвечает за регулирование системы здравоохранения, вопросов труда и системы социального обеспечения в Грузии.

## Структура
Министерство возглавляет министр, который назначается президентом Грузии. Первый заместитель министра и три депутата отчитываются непосредственно перед министром.  Министерство состоит из 16 отделов и ведомств. Основными функциями министерства являются оказание качественных медицинских услуг и здравоохранения для населения; регулирование медицинской и фармацевтической деятельности в стране; управление государственной пенсии, социальное обеспечение, защита прав детей. Министерство имеет все полномочия по регулированию всех медицинских мероприятий по всей стране через своих руководителей. Государственный объединенный фонд социального страхования и министерство финансов Грузии являются основными источниками финансирования Министерства здравоохранения, труда и социальных дел. В последние годы министерство осуществляет расширение сети больниц, планируется завершение 46 новых больниц к концу 2011 года.

## История

### Министерство здравоохранения
Министерство в разное время возглавляли:
- Давид Мамамтавришвили[груз.] 1954—1959
- Георгий Маруашвили 1959—1962
- Леван Сакварелидзе 1962—1970
- Вахтанг Бочоришвили 1970—1973
- Илья Зедгинидзе 1973—1978
- Гела Лежава 1978—1986
- Ираклий Менагаришвили 1 января 1986 — 1 января 1991
- Манана Дзодзуашвили 1 января 1991 — 1 ноября 1992
- Ираклий Менагаришвили 1 ноября 1992 — 27 октября 1993
- Автандил Джорбенадзе 19 октября 1993 — 10 декабря 1999

### Министерство труда, здравоохранения и социальной защиты
Министерство в разное время возглавляли:
- Автандил Джорбенадзе 10 декабря 1999 — 22 декабря 2001

### Министерство здравоохранения
Министерство в разное время возглавляли:
- Амиран Гамкрелидзе 29 декабря 2001 — 27 ноября 2003

### Министерство труда, здравоохранения и социальной защиты
Министерство в разное время возглавляли:
- Георгий Церетели 17 февраля 2004 — 4 мая 2004
- Владимир Чипашвили 4 мая 2004 — 22 ноября 2007
- Давид Ткешелашвили 22 ноября 2007 — 31 января 2008
- Александр Квиташвили 31 января 2008 — 31 января 2010
- Андриа Урушадзе 10 сентября 2010 — 15 марта 2012
- Зураб Чиаберашвили 10 сентября 2012 – 25 октября 2012
- Давид Сергеенко 25 октября 2012 — 14 июля 2018

### Министерство по делам вынужденно перемещённых лиц из оккупированных территорий, труда, здравоохранения и социальной защиты
Министерство в разное время возглавляли:
- Давид Сергеенко 14 июля 2018 — 18 июня 2019
- Екатерина Тикарадзе 18 июня 2019 — 9 декабря 2021
- Зураб Азарашвили 9 декабря 2021 — 11 марта 2024
- Михаил Сарджвеладзе с 11 марта 2024